# Francisc I al Sfântului Imperiu Roman
Francisc I Ștefan de Lorena (în germană Franz I. Stephan von Lothringen; n. 8 decembrie 1708, Nancy, Ducatul Lorena – d. 18 august 1765, Innsbruck, Austria), a fost duce al Lorenei (1729–1737), mare duce al Toscanei (1737–1765) și împărat al Sfântului Imperiu Roman  (1745–1765). Din 1740 până în 1765 a fost coregent, alături de Maria Terezia, al Țărilor Ereditare Austriece. A fost fiul lui Leopold cel Bun, duce al Lorenei, și nepotul lui Carol al V-lea de Lorena. 
Prin căsătoria sa cu Maria Terezia a fost creată Linia de Habsburg-Lorena a Casei de Habsburg.

## Primii ani

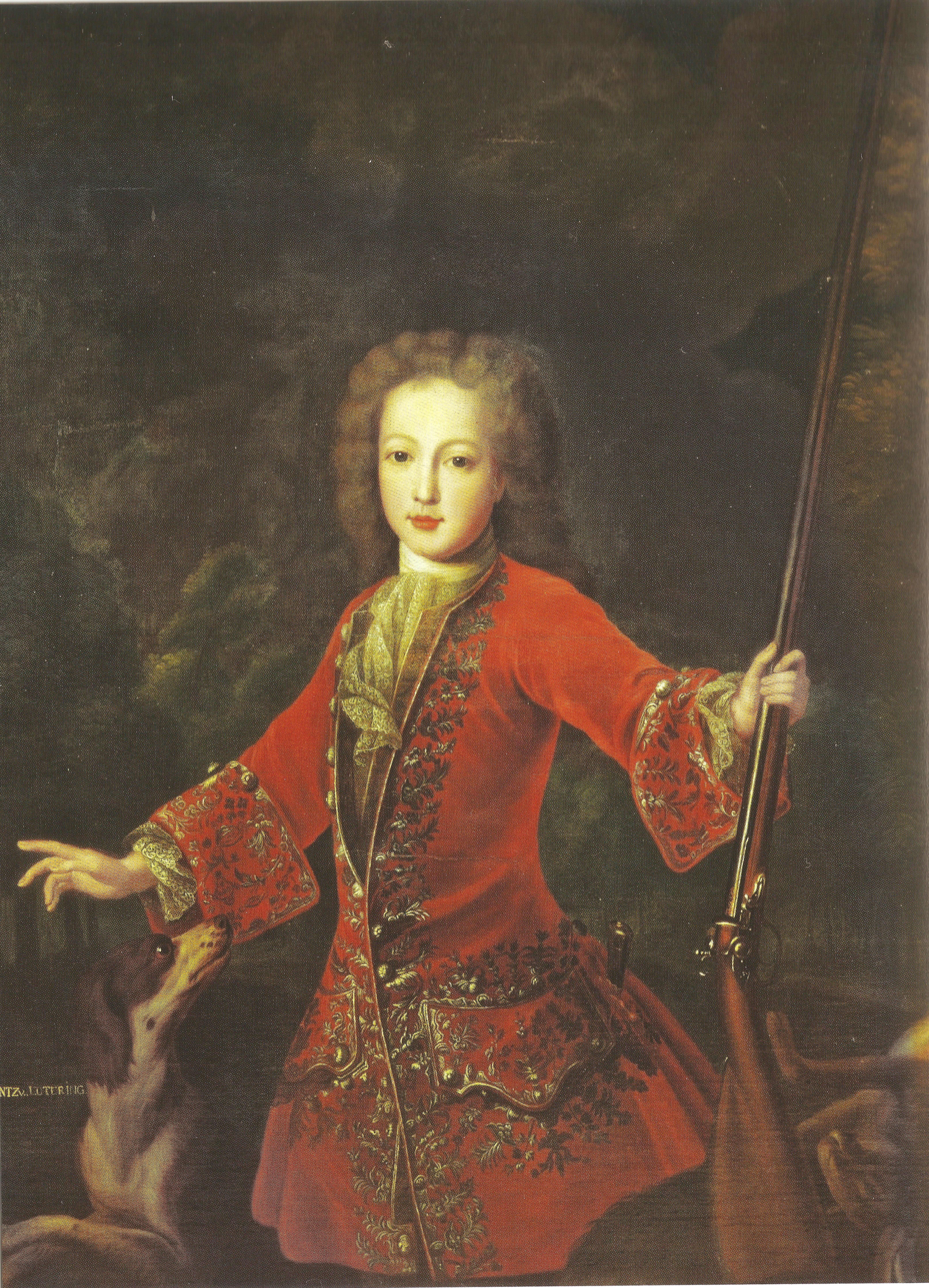
Francisc la vârsta de 15 ani în ținută de vânătoare.

Născut la Nancy în Lorena (astăzi în Franța), Francisc a fost cel mai mare fiu supraviețuitor al Ducelui Leopold de Lorena și a soției acestuia, Élisabeth Charlotte d'Orléans, fiica lui Filip I, Duce de Orléans. El era înrudit cu Habsburgii prin bunica sa, Eleonor, fiica împăratului Ferdinand al III-lea și soția lui Carol Leopold de Lorena, bunicul său. Francisc a fost foarte apropiat de fratele și sora sa Anne Charlotte.
Împăratul Carol al VI-lea și-a favorizat familia, care, pe lângă faptul că erau verii săi, au servit Casa de Austria cu distincție. El a vrut să o căsătorească pe fiica sa Maria Tereza cu fratele mai mare al lui Francisc, Leopold Clement. După moartea lui Clement Leopold, Carol l-a ales ca ginere pe fratele său mai mic. Francisc a crescut la Viena cu Maria Tereza, cu înțelegerea că aceștia urmau să se căsătorească, iar între ei a apărut o afecțiune reală.
Francisc Stefan de Lorena i-a succedat tatălui său ca Duce de Lorena în 1729. În 1731 el a fost inițiat în masonerie (Marea Lojă a Angliei) la Haga în casa ambasadorului britanic, Philip Stanhope, al 4-lea Conte de Chesterfield. În timpul unei vizite ulterioare în Anglia, Francisc a fost făcut Maestru Mason la Houghton Hall, pe moșia Norfolk a prim-ministrului britanic, Robert Walpole.
Maria Tereza a aranjat pentru Francisc să devină "Lord Locotenent" al Ungariei în 1732. El n-a fost prea entuziasmat de această poziție însă Maria îl voia în apropierea ei. În iunie 1732 el a fost de acord să meargă la Pressburg.
O pace preliminară a fost încheiată în octombrie 1735 și ratificată în Tratatul de la Viena din noiembrie 1738. Conform tratatului, Stanisław I, socrul regelui Ludovic al XV-lea al Franței și pretendent la tronul polonez, a primit Lorena, în timp ce Francisc, în compensație pentru pierderea lui, a fost făcut moștenitor al Marele Ducat al Toscanei, pe care l-a  moștenit în 1737. Totuși Francisc a trebuit să aștepte să moară ultimului Marele Duce de Toscana din ramura de Medici, Gian Gastone de Medici în 1737 pentru a permite schimburile teritoriale prevăzute prin așezarea păcii.
La 31 ianuarie 1736 Francisc a fost de acord să se căsătorească cu Maria Tereza. El a ezitat de trei ori înainte de a semna.  Mai ales mama Élisabetei Charlotte d'Orléans și a fratelui ei, prințul Karl Alexander de Lorena, au fost împotriva pierderii Lorenei. La 1 februarie Maria Tereza a trimis o scrisoare lui Francis: ea va renunța la domnie atunci când va apărea un succesor de sex masculin pentru tatăl ei.

## Căsătorie
Ei s-au căsătorit la 12 februarie la Viena. Nunta a avut loc la 14 februarie 1736. Tratatul secret dintre împărat și Francisc a fost semnat la 4 mai 1736. În ianuarie 1737 trupele spaniole s-au retras din Toscana și au fost înlocuite de 6000 de militari austrieci. La 24 ianuarie 1737, Francisc a primit Toscana de la socrul său.
Gian Gastone de Medici, care a murit la 9 iulie 1737, a fost văr de-al doilea cu Francisc. În iunie 1737, Francisc a plecat în Ungaria pentru a se lupta cu turcii. În octombrie 1738, Francisc s-a întors la Viena. La 17 decembrie 1738, cuplul a călătorit în sud, însoțiți de fratele lui Karl pentru a vizita Florența timp de trei luni. Ei au ajuns la 20 ianuarie 1739.
În 1744 fratele lui Francisc, Karl, s-a căsătorit cu sora mai mică a Mariei Tereza, Arhiducesa Maria Anna de Austria. În 1744,Karl a devenit guvernator al Țărilor de Jos austriece, post pe care l-a deținut până la moartea sa în 1780.

## Domnie
În 1740 după moartea împăratului Carol al VI-lea, conform dispozițiilor Sancțiunii Pragmatice, recunoscută de statele europene, teritoriile habsburgilor au trecut fiicei lui, Maria Tereza. Francisc era foarte mulțumit să lase puterea în mâinile soției sale. El a avut o capacitatea excelentă de afaceri și a fost un asistent util pentru Maria Tereza în sarcina ei laborioasă de guvernare a dominioanele austriece, dar nu a fost activ în politică. Cu toate acestea, soția lui l-a lăsat responsabil de afacerile financiare, pe care le-a condus bine până la moartea sa. La sfârșitul războiului de șapte ani, Imperiul Austriac a fost într-o stare financiară mai bună decât Franța sau Anglia în anii 1780. El era foarte interesat de științele naturale. A fost membru al francmasonilor.
Francisc a fost un adulterin, multe dintre aventurile sale erau cunoscute și indiscrete; cea mai notabilă a fost cea cu Maria Wilhelmina, Prințesă de Auersperg, care era mai mică decât el cu 30 de ani. 
Pe 18 august 1765 Francisc a murit pe neașteptate la Innsbruck unde se afla pentru celebrarea căsătoriei fiului său, Leopold.

## Descendenți

Francisc împreună cu soția sa Maria Tereza și copiii lor.

Maria Terezia și Francisc au avut 16 copii (11 fete și 5 băieți):
- Maria Elisabeta (5 februarie 1737 - 7 iulie 1740)
- Maria Ana (6 octombrie 1738 - 19 noiembrie 1789)
- Maria Carolina (12 ianuarie 1740 - 25 ianuarie 1741)
- Iosif al II-lea (13 martie 1741 - 20 februarie 1790), împărat romano-german
- Maria Cristina (13 mai 1742 - 24 iunie 1798), căsătorită cu ducele Albert de Sachsen-Teschen (1738-1822)
- Maria Elisabeta (13 august 1743 - 25 septembrie 1808), stareță în Innsbruck
- Carol Iosif (1 februarie 1745 - 18 ianuarie 1761)
- Maria Amalia (26 februarie 1746 - 18 iunie 1804), căsătorită cu ducele Ferdinand de Parma (1751-1802)
- Leopold al II-lea (5 mai 1747 - 1 martie 1792), împărat romano-german
- Carolina (17 septembrie 1748)
- Maria Ioana Gabriela (4 februarie 1750 - 23 decembrie 1762), logodită cu Ferdinand I, regele Siciliei (1751-1825)
- Maria Josepha (19 martie 1751 - 15 octombrie 1767), logodită cu Ferdinand I, regele Siciliei
- Maria Carolina (13 august 1752 - 7 septembrie 1814), căsătorită în 1768 cu Ferdinand I, regele Siciliei
- Ferdinand (1 iunie 1754 - 24 decembrie 1806), căsătorit cu Maria Beatrice d'Este, moștenitoarea ducatului Modena (1750 - 1829)
- Maria Antoaneta (Maria Antonia) (2 noiembrie 1755 - 16 octombrie 1793), căsătorită (1770) cu Ludovic al XVI-lea, rege al Franței (1754-1793)
- Maximilian Francisc (8 decembrie 1756 - 27 iulie 1801), arhiepiscop și principe elector de Köln